# 小草蔻
小草蔻（学名：Alpinia henryi）为姜科山姜属下的一个种。

## 扩展阅读
- 維基物種上的相關：小草蔻